# ابن قوطیه
ابن قوطیه (درگذشته ۳۶۷ ه. ق / ۸ نوامبر ۹۷۷) از تاریخ‌نویسان اندلسی بود که اثر اصلی او به نام «تاریخ فتح اندلس» یکی از نخستین کتاب‌های اعراب مسلمان در مورد فتح اندلس توسط مسلمانان است. این کتاب از آثار قرن سوم هجری و از منابع معتبر در باره اندلس اسلامی به شمار می‌آید.
وی در اشبیلیه حدیث و ادب آموخت و در زمینه زبان و حدیث و فقه و تاریخ، به‌ویژه تاریخ اسپانیا و چهره‌های ماندگار آن ناحیه آموزش دید. چندی از سوی ابوعلی قالی از دست حکم بن ناصر، منصب قضا و مدتی ریاست پاسبانان را برعهده داشت.
ابن قوطیه شعر نیز می‌سرود. شعرهایش را نیک و دارای قالب و محتوای درست وصف کرده‌اند، هرچند که سرانجام از شعر و شاعری دست کشید. نمونه‌هایی از اشعارش را ابن خاقان، یاقوت، ابن فضل‌الله، سیوطی و دیگران آورده‌اند. در لغت‌دانی چندان شهره بود که چون ابوعلی قالی بغدادی به اندلس آمد و خلیفه المستنصر حکم بن عبدالرحمان نظر او را در مورد داناترین فرد اندلس در لغت جویا شد، وی ابن قوطیه را معرفی کرد و احتمالاً به همین دلیل ابوعلی او را تعظیم و تکریم بسیار می‌کرد. از این رو او را امام در لغت خوانده‌اند.

## پیشینه
نام کامل ابن قوطیه، ابوبکر محمد بن عمر بن عبدالعزیز بن ابراهیم بن عیسی بن مزاحم، پدرش از مردم اشبیلیه و زادگاه او قرطبه بود.
ابوالحزم خلف بن عیسی و ابن فرضی از شاگردان او هستند.
نام ابن قوطیه به معنای فرزند و نواده زن گوتی است. گوت‌ها قومی ژرمن‌تبار بودند و ابن قوطیه گفته است که تبار او از طریق «سارای گوت» نوه ویتزیا، به ویتزیا، واپسین پادشاه ویزیگوت‌های متحد اسپانیا می‌رسد. سارای گوت، دختر اولموند، به دمشق سفر کرده و با یکی از موالی خلیفه هشام بن عبدالملک ازدواج کرد.
در منابع اسلامی، از اولموند پسر ویتزیا به شکل «وبة بن غیطشه» یاد شده‌است. پس از فتح اندلس به دست طارق مولی موسی بن نصیر، سارا به شکایت از عموی خود اَرته‌وَزده به شام نزد هشام بن عبدالملک رفت و عیسی بن مزاحم جدّ محمد صاحب ترجمه او را به زنی گرفت و او با عیسی شوهر خود با سفارش‌نامهٔ خلیفه به اندلس رفت و عامل عبدالملک در آنجا دست ظلم ارته‌وزده را از سر او کوتاه کرد.

## آثار
- تاریخ فتح اندلس: دربرگیرنده رویدادهای اندلس از آغاز چیرگی مسلمانان تا زمان عبدالرحمن سوم.
- کتاب تصاریف الافعال
- کتاب المقصور و الممدود
- قطعاتی از شعر.